# 伊東章夫
伊東 章夫（いとう あきお、1937年5月19日 - ）は、石川県金沢市出身の漫画家、挿絵画家。伊東 あきお名義で貸本漫画を手がけた。
1975年、科学まんがシリーズ『先祖をたずねて億万年』（原作：井尻正二、新日本出版社）で日本漫画家協会賞優秀賞を受賞。

## 作品リスト
- スーパーヒューリー（少年画報）
- がまのすけ（少年倶樂部）
- ひよりちゃん旅日記（講談社・なかよし）
- しっぱいミコちゃん（講談社・なかよし）
- ミッコちゃん（講談社・なかよし）
- ドレミハララちゃん（講談社・なかよし）
- らーめん親子（講談社・たのしい四年生）
- おさげちゃん
- 妖女の森の物語
- 狼少年ケン（講談社・ぼくら、1964年6月号- 連載）
- 少年ルビー （少年画報社・少年キング、1964年35号-52号連載）
- 台風ぼうや（講談社・ぼくら）
- おれは ポチ警部だ!（講談社・ぼくら）[1]
- キングコング（講談社・ぼくら）[2]
- モン吉くん（講談社・週刊少年マガジン）
- つっぱり太郎（講談社・週刊少年マガジン）
- ゴロワン大将（講談社・別冊少年マガジン、1965年新年特大号）
- がちゃ坊一家（小学館・週刊少年サンデー）
- すみれさん（読売新聞社）
- キングタイガー（秋田書店・冒険王）
- ミスター巨人（秋田書店・冒険王）
- ウルトラセブン（講談社テレビコミックス 1967年）
- サスケと風（朝日小学生新聞）
- みなし子きょうりゅうトム（理論社）
- 科学漫画館（国土社）
- ファイト君（国土社）
- あ！星がうまれる
- まて！宇宙ぼうちょう
- まわれ！太陽系
- 掘って掘ってまた掘って まんが野尻湖ものがたり（講談社 1983年） - 画
- NHKハテナゲーム魔法実験のひみつ（学研、ひみつシリーズ）